# Windregime
Het windregime  of windaanbod is de gemiddelde windsterkte op een bepaalde plaats en hoogte in een gebied. Aan de hand van het windregime wordt de verwachte opbrengst van een windmolen op die plaats bepaald. Bij de investeringsbeslissing voor een windmolen of windpark is het belangrijk, een goede voorspelling te doen van de opbrengst van dat te bouwen park of die windmolen, zie ook windvermogensverwachting.
Het windregime wordt meestal uitgedrukt als een gemiddelde windsnelheid in m/s, over een jaar, op een bepaalde hoogte.
De echte windsnelheid wordt meestal gemeten op een hoogte van 10 m, vaak ten behoeve van de weersvoorspelling, dus bij een weerstation.
Omdat deze weerstations meestal niet de windmolenlocaties zijn, moeten die weergegevens worden omgerekend naar het windregime op de gewenste plaats en hoogte.

## Terreinruwheid
Bij het bepalen van het windregime op een bepaalde plaats, speelt de terreinruwheid daar een belangrijke rol. Dit is de hoeveelheid obstakels in het gebied, zoals (in oplopende ruwheid) water, graslanden, graanakkers, verspreide bebouwing, bomen, huizen en flats en de dichtheid ervan. De terreinruwheid heeft een remmende werking op de wind.
Op grote hoogte, 1 km, is de wind ongeveer constant voor een heel gebied, en aan de grond sterk afhankelijk van de terreinruwheid. Daar tussen in ligt het punt op de ashoogte van de te bouwen windmolen. De lengte van de mast van een windmolen is dus een bepalende eigenschap en een keuze die door economische en landschappelijke overwegingen wordt beïnvloed.  
Van boven, 1 km, naar beneden gezien, wordt de windsnelheid steeds lager, tot de wind op het oppervlak nul is. Dit is theorie, aan de grond zal er veel turbulentie optreden, maar hoog in de lucht is de wind tamelijk vrij van turbulentie. Dit is te zien aan wolken die bijna altijd redelijk constant van vorm door de lucht drijven.
De terreinruwheid wordt uitgedrukt in de grootheid "meter". Eigenlijk is het de theoretische hoogte waarop de wind tot nul is afgenomen.
Met de echte meting van de lokale windsnelheid van een nabijgelegen weerstation, en een windatlas en de terreinruwheid ter plaatse, kan de gemiddelde verwachte windsnelheid op de ashoogte van de te bouwen windmolen berekend worden.